# T.M.N.T. 〜スーパー亀忍者〜
『T.M.N.T. 〜スーパー亀忍者〜』（ティーンエージ ミュータント ニンジャ タートルズ 〜スーパーかめにんじゃ〜 英: Teenage Mutant Ninja Turtles）は、1989年にアーケードでコナミから発売されたベルトスクロールアクションゲーム。1987年から放送されていたテレビアニメ『ティーンエイジ・ミュータント・ニンジャ・タートルズ』を題材としている。

## ゲーム内容

### システム
プレイヤーは4人のタートルズから1人を選び、悪のシュレッダー率いる敵忍者軍団と戦っていく。
道中でピザを取ると体力が回復する（ピザの出現位置は固定で敵を倒した時のピザの出現は無し。また、2人同時プレイまでしかできない基板と、4人同時プレイまで可能な基板があり、それぞれでピザの枚数が違う。4人同時プレイまで可能な基板のほうがピザの枚数は多い）。また、本篇中にピザハットの広告も見受けられ、北米で発売されたNES版の説明書にはクーポンもついていた。
本作では自動難易度調節機能がついているが、1機も残機を失わずに進む時間が長ければ長いほど、敵の数が増え、ボスの耐久力が極度に上昇してしまう。残機を失う、または最高難易度の状態で一定時間が経過すると、次に出てくる敵からは難易度が落ちた状態になる。

### その他
- 操作方法は8方向レバーで移動、ジャンプ・攻撃の2つのボタンで操作。両ボタン同時押しで「威力大攻撃」を出すことができる。
- ジャンプ攻撃は、使用しているキャラクターと、ボタンを押した時にそのときに押したジャンプの高さによって攻撃種類が異なる。

## 移植版および他機種版
本作はこれまで複数のプラットフォームへ移植されており、日本では1990年12月7日にファミリーコンピュータにサブタイトルの無い『ティーンエージ ミュータント ニンジャ タートルズ』として移植されている。
ファミコン版は2人同時プレイまでしかできない代わりに業務用にはないステージや敵キャラクターが追加されたほか、シーン3のボスがビーバップ&ロックスタディからハエ男ストックマンに差し替えられた。欧米では前作『激亀忍者伝』が『Teenage Mutant Ninja Turtles』のタイトルで発売されていたため、区別のために本作が『Teenage Mutant Ninja Turtles II: The Arcade Game』というタイトルに変更されている。
アーケード版は、2004年に欧米で発売されたTeenage Mutant Ninja Turtles 2: Battle Nexus（以下：『Battle Nexus』）にて隠しモードとして収録されている。
その後、アーケード版は『TMNT 1989 Classic Arcade』のタイトルでデジタルエクリプスによってXbox 360へ移植され、2007年3月14日にUBIソフトからXbox Live Arcadeにて配信された 。日本では欧米同様の英語字幕版が、同日より数日間のみ配信された後すぐに配信が打ち切られていたが、2011年3月2日より日本でも再び配信が開始された。

### 一覧
| No. | タイトル | 発売日                                  | 対応機種                                                                        | 開発元                 | 発売元                    | メディア                | 型式             | 売上本数 | 備考                             |
| --- | --- | --------------------------------------- | ------------------------------------------------------------------------------- | ---------------------- | ------------------------- | ----------------------- | ---------------- | -------- | -------------------------------- |
| 1   | ティーンエージ ミュータント ニンジャ タートルズ Teenage Mutant Ninja Turtles II: The Arcade Game Teenage Mutant Ninja Turtles II: The Arcade Game | 1990年12月7日 1990年12月 1991年11月14日 | ファミリーコンピュータ                                                          | コナミ                 | コナミ Ultra Games コナミ | 4メガビットロムカセット | RC853 NES-2N-USA | -        | キャラクター・ステージの追加あり |
| 2   | Teenage Mutant Ninja Turtles | 1991年                                  | Amiga Amstrad CPC Atari ST コモドール64 PC/AT互換機 ZX Spectrum                 | Probe Software         | Image Works               | フロッピーディスク      | -                | -        |                                  |
| 3   | TMNT 1989 Classic Arcade | INT 2007年3月14日                       | Xbox 360 （Xbox Live Arcade）                                                   | Backbone Entertainment | ユービーアイソフト        | ダウンロード            | -                | -        | アーケード版の移植               |
| 4   | Teenage Mutant Ninja Turtles: The Cowabunga Collection                                                                                            | INT 2022年                              | PlayStation 4 PlayStation 5 Nintendo Switch Xbox Series X/S Xbox One PC (Steam) | Digital Eclipse        | KDE                       | ダウンロード            | -                | -        | アーケード、FCとNES版の移植      |

## スタッフ
アーケード版
- ディレクター：大山秀樹
- サブ・ディレクター：K.TAKABAYASHI
- ゲーム・プログラマー：鈴木弦
- キャラクター・デザイン：MORIYAMA 25
- グラフィック・デザイン：K.HATTORI
- ビジュアル・デザイン：浅野裕治
- アニメーション・デザイン：山下幸紀
- サウンド・ディレクター：田坂真二
- サウンド・デザイナー：井上秀登
- 音楽：泉陸奥彦、東野美紀
- ハードウェア・デザイン：まつもとさだき
- スペシャル・サンクス：井上正廣

ファミリーコンピュータ版
- ディレクター：H.TOYODA
- メイン・プログラマー：山下幸紀
- サブ・プログラマー：柴田裕治
- キャラクター・デザイン：丸尾純子
- ビジュアル・デザイン：岸本方彰
- デザイン・アシスタント：藤岡謙治
- サウンド・デザイン：萬野裕彦
- 音楽：中村康三
- スペシャル・サンクス：青山和浩、神戸良治、坂倉雄一、竹安弘

## 評価
アーケード版
- ゲーム誌『ゲーメスト』の企画「第4回ゲーメスト大賞」（1990年度）において、ベストアクション賞6位、年間ヒットゲームで19位、ベストキャラクター賞ではミュータント・カメたちが15位を獲得した[11]。
- 雑誌タイムのジャレッド・ニューマンは"14 Important Arcade Games Not Available for iPhone or iPad"の一つとして本作を取り上げ、4人プレイの先駆者であると評価している[12]

ファミリーコンピュータ版
ゲーム誌『ファミコン通信』の「クロスレビュー」では合計26点（満40点）、『ファミリーコンピュータMagazine』の読者投票による「ゲーム通信簿」での評価は以下の通り21.71点（満30点）となっている。
| 項目 | キャラクタ | 音楽 | 操作性 | 熱中度 | お買得度 | オリジナリティ | 総合  |
| 得点 | 3.85       | 3.48 | 3.66   | 3.76   | 3.43     | 3.53           | 21.71 |